# Right On Target
Right On Target est une chanson de Hi-NRG chantée par Paul Parker, sortie en 1982. Écrite par Patrick Cowley, elle représente le plus grand succès de Paul Parker en atteignant la première place du classement américain Hot Dance Club Play et en s'y maintenant deux semaines. Le titre Right On Target est extrait de l'album Too Much To Dream.
Le titre de la face B, Pushin' Too Hard, est une reprise du groupe The Seeds.